# Dichagyris xanthopyga
Dichagyris xanthopyga là một loài bướm đêm trong họ Noctuidae.